# Louis de Charny
Louis de Charny est évêque élu de Glandèves de 1535 à 1539.

## Contexte
Ce prélat inconnu de la Gallia Christiana est nommé Père Louis Lemaendaut par le site catholic-hierarchy.org. Il semble qu'il ait succédé à Jacques Terrail le 14 juin 1535 à la suite d'une élection du chapitre et qu'il n'ait jamais été consacré, jusqu'à sa résignation en 1539 en faveur de Imbert Isserand.